# Michael Manousakis
Michael Manousakis (* 29. August 1967 in Bonn) ist ein deutscher Unternehmer. Bekannt ist er als Hauptfigur der DMAX-Doku-Soap-Serie Steel Buddies – Stahlharte Geschäfte  (2014 bis 2024) und der seit Oktober 2024 ausgestrahlten Nachfolgeserie Morlock Motors – Big Deals im Westerwald auf dem Fernsehsender Kabel Eins. Aus den mehr als 150 Episoden sind Einzelheiten seiner Biografie bekannt.

## Herkunft
Manousakis Eltern waren Hannelore (1936–2018) und Gregor M. Manousakis (1935–2007). Sein Vater stammte aus der Hafenstadt Rethymno auf der griechischen Insel Kreta und besuchte ab 1955 die Militärakademie der Luftwaffe. Ab 1958 studierte er in Bonn Volkswirtschaft, Politikwissenschaft und Alte Geschichte und promovierte zum Dr. phil. Danach wirkte er als Journalist und veröffentlichte mehrere Bücher.

## Ausbildung
Manousakis betont in der Serie mehrfach, er sei „nur ein Gesamtschüler“ an der Gesamtschule Beuel gewesen und habe selbst keine abgeschlossene Berufsausbildung. Seine Fertigkeiten im Umgang mit Fahr- und Flugzeugen hat er sich nach eigenen Aussagen alle selbst angeeignet. Nach seiner Schulzeit verdiente sich Manousakis sein Geld, indem er als freier Pannenhelfer liegengebliebene Autos reparierte. Seinen Wehrdienst leistete er in Mannheim ab. Danach arbeitete er in verschiedenen Jobs, unter anderem als Bergungstaucher in Nigeria.

## Firmengründung
Im Jahr 1994 gründete er als eingetragener Kaufmann das Unternehmen Morlock Motors. Dieses ist spezialisiert auf amerikanische Fahrzeuge sowie den Handel mit ausgesonderten Militärwaren. Dazu hat es nach Angaben von Manousakis einen exklusiven Vertrag mit der US Army in Deutschland und wird von dieser in unregelmäßigen Abständen mit Lieferungen ausgesonderter Fahrzeuge und Artikel aller Art beliefert.

## Fernsehkarriere
Seinen ersten TV-Auftritt hatte Manousakis in der Sendung Der Checker im Jahr 2006. Seit dem Jahr 2014 begleitet ein Kamerateam von spin tv ihn und sein Team bei der Arbeit und auch bei Auslandsreisen, um Folgen für die Serie Steel Buddies – Stahlharte Geschäfte aufzuzeichnen. Die Serie wurde von 2014 bis 2024 für den Sender DMAX (Discovery Network) produziert und von diesem ausgestrahlt. Sie wurde in mehrere Sprachen synchronisiert und in über 20 anderen Ländern ausgestrahlt, darunter in Russland und in Japan. Seit Oktober 2024 ist Manousakis mit der Nachfolgeserie Morlock Motors – Big Deals im Westerwald auf Kabel Eins zu sehen.

## Hobbys
Neben seiner Tätigkeit als Unternehmer geht er zahlreichen Hobbys nach, darunter Sportschießen, Bergsteigen und Tauchen. Zudem besitzt er eine Privatpilotenlizenz und mehrere Flugzeuge. Die Hobbys sind auch Gegenstand der Fernsehsendungen, in denen er auftritt. So überquerte er 2015 mit seiner Antonow An-2 den Atlantik und überführte sie in die USA. 2019 lud ihn ein Schulfreund, der Flottillenadmiral Christian Bock, zu einer zweitägigen Ausbildung von Minentauchern bei der Einsatzflottille 1 in Kiel ein. 2020 scheiterte die Bergung eines Kupferplattenfundes in der Nordsee. 2022 wurde die Instandsetzung und Abnahme einer Douglas DC-3 gezeigt, die Manousakis anschließend nach Kreta flog, laut eigener Aussage, um Olivenöl aus einer familieneigenen Ölmühle nach Deutschland zu importieren. In Episoden, die 2023 und 2024 ausgestrahlt wurden, bereitete er mit seinem Team eine Grumman HU-16 Albatross für einen Flug zum Nordpol vor. Das Projekt scheiterte der Sendung zufolge an der Sperrung des nordkanadischen Militärflugplatzes in Alert für Zivilflugzeuge. 2024 flog Manousakis in einem Eurofighter der Luftwaffe der Bundeswehr mit.

## Privates
Manousakis' Tochter Carla tritt seit 2024 an der Seite ihres Vaters auf.